# Wspólnota administracyjna Glonn
Wspólnota administracyjna Glonn – wspólnota administracyjna (niem. Verwaltungsgemeinschaft) w Niemczech, w kraju związkowym Bawaria, w rejencji Górna Bawaria, w regionie Monachium, w powiecie Ebersberg. Siedziba wspólnoty znajduje się w miejscowości Glonn.
Wspólnota administracyjna zrzesza jedną gminę targową (Markt) oraz pięć gmin wiejskich (Gemeinde): 
- Baiern, 1 475 mieszkańców, 19,96 km²
- Bruck, 1 164 mieszkańców, 21,60 km²
- Egmating, 2 142 mieszkańców, 19,17 km²
- Glonn, gmina targowa, 4 455 mieszkańców, 30,24 km²
- Moosach, 1 470 mieszkańców, 18,21 km²
- Oberpframmern, 2 223 mieszkańców, 18,47 km²